# Tom Fletcher
Thomas Michael Fletcher (Harrow, Londres, 17 de julio de 1985), conocido comúnmente como Tom Fletcher, es un músico y compositor británico cofundador de la banda británica McFly, completada por Danny Jones, Dougie Poynter y Harry Judd.

## Biografía
Tom Fletcher nació en Harrow, Londres, en una familia de clase obrera. Hijo de Bob y Debbie Fletcher y con una hermana menor, Carrie Hope Fletcher, siempre se sintió atraído por la música desde una edad temprana, puesto que su padre tocaba en varias bandas locales. Tom hizo su primera aparición artística con tan solo 10 años, interpretando el papel de papel de Fagin en el musical Oliver! en el London Palladium. Posteriormente, también tomó parte de un documental de una campaña en contra del VIH.

Tom se educó en el centro educativo Sylvia Young Theatre School situado en Marylebone, en el barrio de Ciudad de Westminster (oeste de Londres), gracias a una beca.

 Aparte de adorar la factoría Disney, se declara a sí mismo un gran fan de la saga Star Wars y un devoto del cine de los 80´s, destacando entre todas las películas de esta época: Back to the Future y Los cazafantasmas.
El 18 de abril de 2011, Tom se comprometió con su novia Giovanna Falcone. Le propuso matrimonio en Sylvia Young Theatre School, donde se habían conocido. En la actualidad vive en Londres con Giovanna y sus dos gatos Leia y Aurora.  El 12 de mayo de 2012 contrajo matrimonio con Giovanna Falcone , tras 3 años de noviazgo y más de 6 años de amistad. El 13 de marzo de 2014 Tom se convirtió en padre de un niño llamado Buzz Michelangelo Fletcher. El 16 de febrero de 2016 la pareja anunció el nacimiento de Buddy Bob Fletcher, el segundo niño que tiene con su esposa Giovanna Fletcher

## Carrera musical

### McFly
Tom participó en un casting para ingresar en Busted y fue aceptado junto con James Bourne, Charlie Simpson y Matt Willis. Aunque al final solo participó como compositor de la banda y no como integrante de esta. Durante la grabación del segundo álbum de Busted, A Present For Everyone, la discográfica del grupo ofreció a Tom la posibilidad de formar una nueva banda, V. En las audiciones, Tom conoció a Danny Jones, del que se quedó completamente impresionado por su gran talento. A partir de entonces, ambos participaron en la creación de canciones para Busted. Pero cuando terminó esta etapa, decidieron crear su propia banda. Se fueron a vivir dos meses al Hotel InterContinental de Londres, para escribir canciones juntos. Más tarde publicaron en la revista NME un anuncio para encontrar al resto de los componentes de su nueva banda. El bajista Dougie Poynter y el batería Harry Judd fueron los elegidos. Los compañeros de Tom siempre los destacan como el alma creativa del grupo, el gran compositor. 
Tom ha escrito la mayoría de las canciones de McFly junto con sus compañeros Danny, Dougie, y Harry y ocasionalmente con la colaboración de James Bourne.
 Tom acostumbra a tocar guitarras de la marca Gibson, como Gibson Les Paul, Gibson Flying V, Gibson SG, aunque también ha utilizado Fender Stratocaster.

### Influencias musicales
Sus gustos musicales, van desde artistas tan conocidos como John Williams, The Beach Boys, The Beatles, The Who hasta algunos grupos más actuales como Incubus, Green Day y blink-182. Tom encuentra un encanto fascinante en la música de los años 60: «Siempre me ha gustado el hecho de que haya una calidad realmente única en la música de años sesenta. Todo lo que toco hoy se lo debo a ellos por su inspiración».

### Como compositor
Fletcher ha escrito o coescrito diez singles números #1 en el Reino Unido: «Crashed The Wedding», «Who's David?», y «Thunderbirds» de Busted; y «Five Colours in Her Hair», «Obviously», «All About You», «I'll be ok», «Please, Please», «Star Girl», y «Transylvania» de McFly. Él es el compositor principal de la mayoría de las pistas de los cinco álbumes de la banda, de hecho, «la mayoría de los derechos de composición de las canciones le pertenecen y por lo tanto la mayoría del dinero».
Fletcher también ha escrito una canción para el primer álbum de la boyband One Direction, llamada «I Want», y otra para el segundo llamada «I Would».

Con motivo de los Juegos Olímpicos de Londres 2012 Tom escribió «On A Rainbow» la canción oficial de las mascotas Wenlock y Mandeville, que cuenta con su voz, la de su hermana Carrie Fletcher y el coro de la West Leigh Junior School Choir.

### Otros trabajos
En el año 2008, Fletcher contribuyó en el libro de historias, Wow! 366. Además, junto con el resto de los miembros de McFly, Tom escribió la autobiografía de la banda, Unsaid Things... Our Story, publicada por la editorial Transworld Publishers en otoño de 2012. También publicó un libro de cuentos infantiles junto con su compañero Dougie Poynter titulado The Dinosaur That Pooped Christmas, que trata sobre un niño al que le regalan un dinosaurio de juguete por Navidad. En el año 2012 y 2013, escribió canciones para la banda británica, One Direction, tales como "I Want", en "Up all night", I Would, en el álbum Take Me Home; y Don't forget where you belong como track 06 en el álbum Midnight Memories, así como Dougie Poynter ayudó con "Magic" en el álbum "Take me home".

## Apariciones en cine y televisión
Tom ha hecho su aparición, junto al resto de la banda, en el cine de dos maneras: la primera, participando en la película de Lindsay Lohan y Chris Pine, Just my luck, interpretándose a sí mismo. La segunda, poniendo voz al tema principal de la película de Ben Stiller, Night at the Museum, con el tema «Friday Night», extraído de su tercer álbum de estudio, Motion in the Ocean.
 También ha participado con sus compañeros en algunos episodios de series británicas como Casualty, Hollyoaks o Doctor Who y la más reciente, McFly On the Wall, donde se narra la experiencia como banda de los chicos. Además ha sido el compositor (junto con Charlie Simpson y James Bourne) de «Falling for you», canción que se incluye en la película Una cenicienta moderna; de «Thunderbirds are go», del filme Thunderbirds; y del corto Mirror Man, la canción «Everything´s Changing».
En el año 2010, la banda rodó su propio cortometraje de 40 minutos de duración de tema vampírico, llamado Nowhere Left to Run, para promocionar su revolucionaria web Super City.

El 11 de junio de 2010 Tom participó en el concurso de la cadena británica ITV The Cube, donde llegó a la penúltima fase y consiguió ganar 100.000 libras que donó a dos fundaciones, Brain Injury Rehabilitation Trust (BIRT) y Comic Relief.